# トランスペナイン・エクスプレス
トランスペナイン・エクスプレス（英語: TransPennine Express）はイギリスの列車運行会社。スコットランドの公共交通運営会社であるファーストグループの子会社で、イングランド北部とスコットランドの地域・都市間列車を運行している。トランスペニー・エクスプレスと和訳する資料も存在する。

## 沿革
「トランスペナイン・エクスプレス」という愛称は1990年代にイギリス国鉄が複数のセクター（部門）に分割された際、地域輸送部門であるリージョナル・レールウェイズによって命名されたのが始まりである。民営化後はノーザン・スピリットに受け継がれたが、2000年に発表されたイングランド北部のフランチャイズの再編により、長距離列車網が独立したトランスペナイン・エクスプレス・フランチャイズとなった。2003年7月、このフランチャイズの運営権がファーストグループとケオリスによる合弁事業へ授与されることが決定し、2004年2月1日からファースト・トランスペナイン・エクスプレスとしての運行が開始された。この後、2007年11月にはヴァージン・クロスカントリーが運行していたマンチェスター・ピカデリー駅 - エディンバラ・ウェイヴァリー駅・グラスゴー・セントラル駅間の都市間列車がファースト・トランスペナイン・エクスプレスに移管された。
2014年7月からは次なる運営者の選考が行われ、2015年12月にファーストグループに授与されることが決定した。2016年4月1日からブランド名を元のトランスペナイン・エクスプレスへ戻した上で列車運行を開始し、2023年3月31日まで運営されることになっている。また、同日以降フランチャイズの見直しに伴いマンチェスター空港駅 - ブラックプール・ノース駅間、マンチェスター空港駅 - バロー・イン・ファーネス駅間、オクセンホルム駅 - ウィンダミア駅の運営権がノーザンに移管されている。

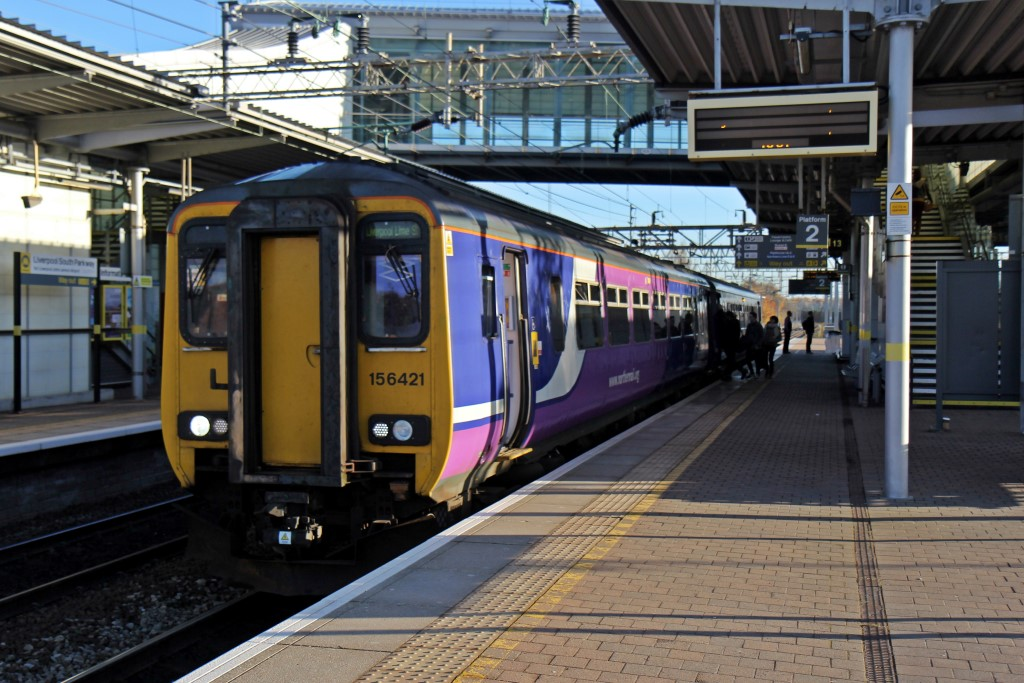
ファースト・トランスペナイン・エクスプレス時代の156形気動車
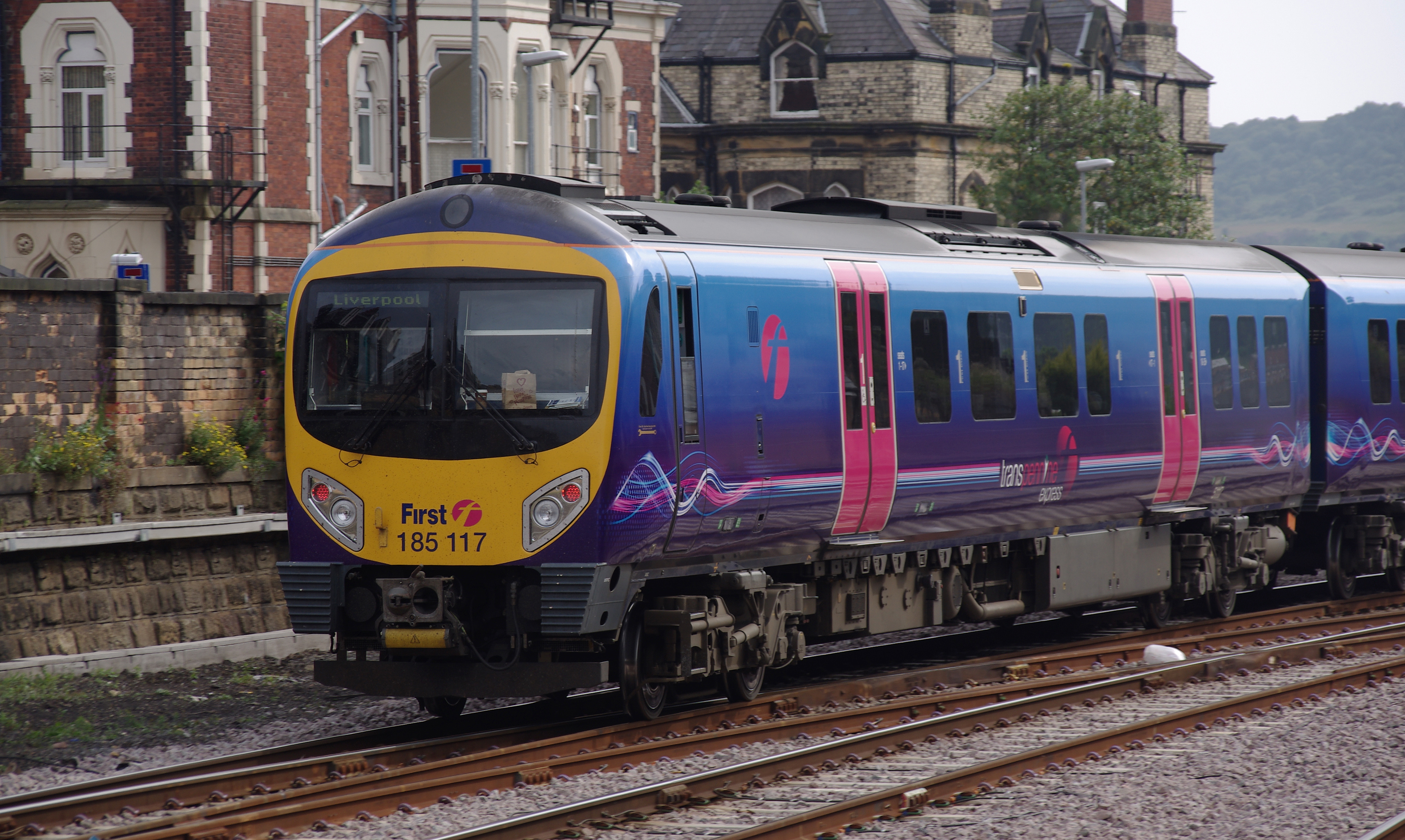
ファースト・トランスペナイン・エクスプレス時代の185形気動車

## 運行
2018年10月現在、トランスペナイン・エクスプレスは以下の3系統で列車運行を実施している。
- ノース・トランスペナイン（North TransPennine） - マンチェスター・リーズ・ニューカッスルなどを結ぶ基幹系統。
  - リヴァプール・ライム・ストリート駅 - マンチェスター・ヴィクトリア駅 - ニューカッスル駅（英語版）（高速列車）
  - リヴァプール・ライム・ストリート駅 - マンチェスター・ヴィクトリア駅 - スカボロー駅（英語版）（高速列車）
  - マンチェスター空港駅（英語版） - ミドルスブラ駅（英語版）（高速列車）
  - マンチェスター空港駅 - ニューカッスル駅（高速列車）
  - マンチェスター・ピカデリー駅 - リーズ駅（英語版） - ハル・パラゴン・インターチェンジ（英語版）（準高速列車）
  - マンチェスター・ピカデリー駅 - ハダースフィールド駅（英語版）（各駅停車）
  - ハダースフィールド駅 - リーズ駅（各駅停車）
- サウス・トランスペナイン（South TransPennine） - ホープ・バレー線（英語版）、サウス・ハンバーサイド本線（英語版）を走る系統。
  - マンチェスター空港駅（英語版） - クリーソープス駅（英語版）
- トランスペナイン・ノースウエスト（TransPennine North West） - ウェスト・コースト本線を走る系統。
  - マンチェスター空港駅（英語版） - グラスゴー・セントラル駅 / エディンバラ・ウェイヴァリー駅

また、2019年5月からはリヴァプール・ライム・ストリート駅 - グラスゴー・セントラル駅間をウェスト・コースト本線を用いて結ぶ系統が、同年12月以降はクロスカントリーと合同でリヴァプールからエディンバラ・ウェイヴァリー駅を経由しニューカッスルへ向かう系統の運行を開始する事が決定している。

## 車両
ファースト・トランスペナイン・エクスプレス時代から継続して使用している車両に加え、2019年以降はCAF、日立製作所などが製造する各種車両を導入する予定となっており、それらの車両にはNovaという愛称がつけられている。

### 在籍車両
| 形式名                | 画像     | 車種             | 最高速度 | 最高速度 | 編成数 | 編成   | 導入路線 | 製造年  |
| 形式名                | 画像     | 車種             | mph      | km/h     | 編成数 | 編成   | 導入路線 | 製造年  |
| 気動車                | 気動車   | 気動車           | 気動車   | 気動車   | 気動車 | 気動車 | 気動車 | 気動車  |
| --------------------- | -------- | ---------------- | -------- | -------- | ------ | ------ | --- | ------- |
| 185形                 |          | 気動車           | 100      | 160      | 51     | 3      | 全路線 2編成はノーザンの路線で運行 | 2005–06 |
| 185形                 |          |                  |          |          |        |        | |         |
| 電車                  |          |                  |          |          |        |        | |         |
| 350/4形               |          | 電車             | 110      | 175      | 10     | 4      | マンチェスター空港駅 - グラスゴー・セントラル駅 / エディンバラ・ウェイヴァリー駅                                                                    | 2013–14 |
| 350/4形               |          |                  |          |          |        |        | |         |
| バイモード車 "Nova 1" |          |                  |          |          |        |        | |         |
| 802/2形               |          | バイモード車     | 125      | 200      | 19     | 5      | - リヴァプール・ライム・ストリート駅 - ニューカッスル駅 - エディンバラ・ウェイヴァリー駅 - マンチェスター空港駅 - ニューカッスル駅                  | 2017–   |
| 802/2形               |          |                  |          |          |        |        | |         |
| 電車 "Nova 2"         |          |                  |          |          |        |        | |         |
| 397形                 |          | 電車             | 125      | 200      | 12     | 5      | - マンチェスター空港駅 - グラスゴー・セントラル駅 / エディンバラ・ウェイヴァリー駅 - リヴァプール・ライム・ストリート駅 to グラスゴー・セントラル駅 | 2017–   |
| 397形                 |          |                  |          |          |        |        | |         |
| 機関車・客車 "Nova 3" |          |                  |          |          |        |        | |         |
| 68形                  |          | ディーゼル機関車 | 100      | 160      | 14     | 6      | - リヴァプール・ライム・ストリート駅 - マンチェスター・ヴィクトリア駅 - スカボロー駅 - マンチェスター空港駅 - ミドルスブラ駅                        | 2016–17 |
| マーク5A              |          | 客車             | 125      | 200      | 52     | 6      | - リヴァプール・ライム・ストリート駅 - マンチェスター・ヴィクトリア駅 - スカボロー駅 - マンチェスター空港駅 - ミドルスブラ駅                        | 2017–   |
| マーク5A              | 制御客車 | 14               | 125      | 200      |        | 6      | - リヴァプール・ライム・ストリート駅 - マンチェスター・ヴィクトリア駅 - スカボロー駅 - マンチェスター空港駅 - ミドルスブラ駅                        | 2017–   |
| マーク5A              |          |                  |          |          |        |        | |         |

### 過去の車両
| 形式    | 画像 | 車種   | 最高速度 | 最高速度 | 編成数 | 編成 | 特記事項                         | 製造年 | 撤退年 |
| 形式    | 画像 | 車種   | mph      | km/h     | 編成数 | 編成 | 特記事項                         | 製造年 | 撤退年 |
| ------- | ---- | ------ | -------- | -------- | ------ | ---- | -------------------------------- | ------ | ------ |
| 170/3形 |      | 気動車 | 100      | 160      | 4      | 2    | チルターン・レイルウェイズに譲渡 | 2000   | 2016   |